# Дом Папанагиоти (Таганрог)
Дом Папанагиоти — памятник архитектуры второй половины XIX века в городе Таганроге Ростовской области. Располагается по адресу: Итальянский переулок, 18. Объект культурного наследия регионального значения согласно Решению № 301 от 18.11.92 года.

## История
Во второй половине XIX века в Таганроге по адресу Итальянский переулок, 18 был построен двухэтажный особняк. Известны бывшие хозяева здания. С конца 1860-х годов дом принадлежал наследникам грека Дмитрия Папанагиоти.  В конце 1880-х годов наследники грека продали дом Елене Чангли-Чайкиной. Наследники фамилии владели домом до середины 1890-х годов, после чего здание купили наследники коммерсанта, купца 1-й гильдии Федора Павловича Сифнео, умершего в марте 1896 года в возрасте 71 год от воспаления легких. В своё время купец был женат на Хумсомале Ивановне, в их семье в июле 1875 года родился сын Аристид. Брат Фёдора Павловича, Иван, занимался перепродажей зерна, оба купца были крупными экспортерами хлеба в Таганроге.
В 1915 году здание оценивалось около 12000 рублей. В годы советской власти здание было национализировано.

## Описание
Дом под номером 18 в Итальянском переулке представляет собой двухэтажное кирпичное здание с венчающим карнизом и полуподвалом. Здание имеет пять окон по длине фасада, треугольный портик на архитравах в центре здания. По всей длине дома устроен межэтажный карниз. Окна прямоугольные, три нижних центральных окна и все окна на втором этаже выполнены с обрамлением. Над тремя верхним центральными окнами сделаны прямоугольные сандрики, над нижними окнами — замковые камни. Вход в здание устроен со двора.
В настоящее время это жилое здание, въезд во двор здания сделан с его правой части через металлические ворота с каменными столбами. Здание отнесено к объектам культурного наследия регионального значения по Решению № 301 от 18.11.92 года.